# 가리워진 길
《가리워진 길》은 2017년에 개봉한 대한민국의 영화다.

## 출연

### 주연
- 미람
- 지찬

### 조연
- 이수민
- 유진호